# Ina Coșeru
Ina Coșeru (n. 14 aprilie 1975) este o biologă și economistă din Republica Moldova, deputat în legislatura 2021-2025 a Parlamentului Republicii Moldova, reprezentantă a Partidului Acțiune și Solidaritate (PAS).

## Biografie
Coșeru a făcut studii de licență în biologie la Universitatea de Stat din Tiraspol și în economie la Academia de Studii Economice a Moldovei.
S-a angajat în câmpul muncii în 1997, ca specialist coordonator în cadrul Direcției Prevenirea Poluării și Îmbunătățirea Mediului a Ministerului Mediului și Amenajării Teritoriului. În 2000-2010, a fost manageră de program la Centrul Regional de Mediu-Moldova (REC Moldova), după care președinta Asociației Obștești Centrul Național de Mediu.

### Activitate politică
Ina Coșeru a fost aleasă în Consiliul municipal Chișinău (CMC) în urma alegerilor locale din 2019, când a reprezentat Blocul electoral „ACUM Platforma DA și PAS”.
A candidat cu numărul 44 pe lista Partidului Acțiune și Solidaritate la alegerile parlamentare din 2021 și a acces în parlament, renunțând la mandatul de consilier. Ea este președinta Comisiei parlamentare permanente politică externă și integrare europeană. În decembrie 2022, a fost desemnată în fruntea delegației Parlamentului Republicii Moldova la Adunarea Parlamentară a Parteneriatului Estic⁠(d).